# Andrusova
Andrusova  (ucraniano: Андрусова) es un pueblo del Raión de Rozdilna en el Óblast de Odesa de Ucrania. Según el censo de 2001, tiene una población de 68 habitantes.